# Richard Sapper

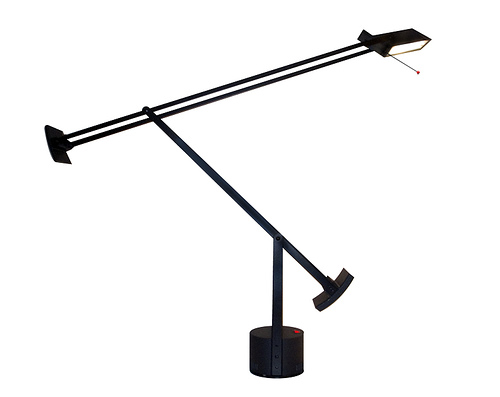
Lámpara Tizio

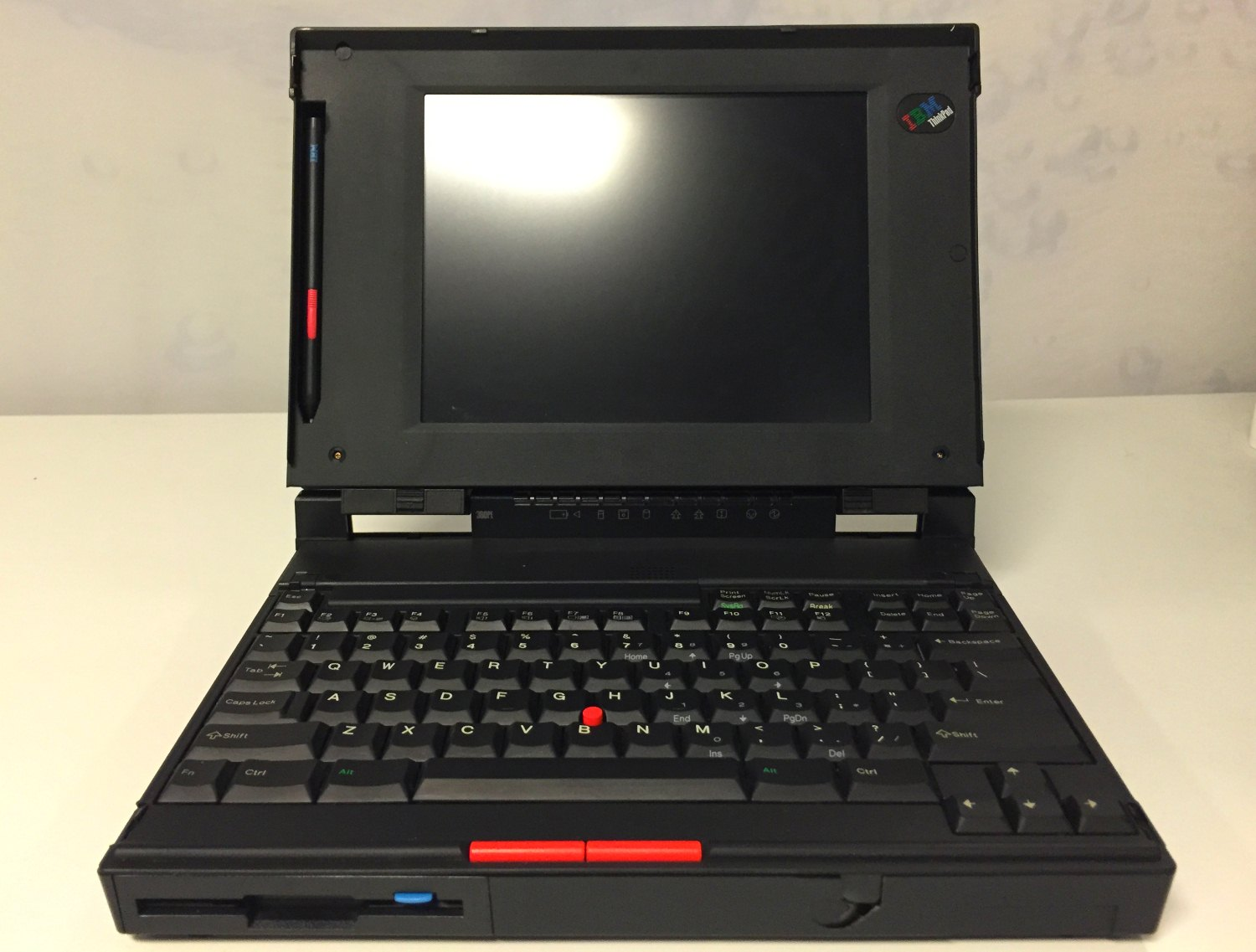
Uno de los primeros modelos del ThinkPad, con un diseño inspirado en las cajas de bentō japonesas

Richard Sapper (Múnich, Alemania, 30 de mayo de 1932 - Milán, Italia 31  de diciembre de 2015) fue un diseñador industrial alemán radicado en Milán, Italia. Sapper es considerado uno de los diseñadores más importantes de su generación. Sus productos suelen mostrar una combinación de innovación técnica y simplicidad de forma, a menudo revelando un elemento de humor y sorpresa. Ha recibido numerosos premios internacionales de diseño, incluyendo 11 prestigiosos premios Compasso d'Oro y el premio Lucky Strike de la Fundación Raymond Loewy. Sus productos son parte de las colecciones permanentes en museos de todo el mundo, con más de 15 diseños representados en el Museo de Arte Moderno (MoMA) de Nueva York y el Museo Victoria y Alberto en Londres.
Sapper estudió ingeniería mecánica y ciencias económicas entre 1952 y 1954 en la Universidad de Múnich. Entre 1956 y 1957 trabajó en el centro de estilismo de Mercedes-Benz en Stuttgart. Luego, se trasladó a Italia para trabajar en el estudio de Gio Ponti en Milán hasta 1958 y más tarde en departamento de diseño de La Rinascente. En 1959 Sapper se asoció con el arquitecto y diseñador italiano Marco Zanuso. Esta colaboración se extendió durante más de 18 años hasta 1977. Desde 1959, Zanuso y Sapper fueron contratados como consultores de Brionvega, una empresa italiana centrada en el diseño, con el objetivo de competir con los productos electrónicos fabricados en Japón y Alemania. Juntos diseñaron una serie de radios y televisores que se convirtieron en iconos clásicos del diseño. Entre los diseños más importantes se encuentra el televisor compacto y portátil Doney (1962), la primera televisión que funciona sólo con transistores, y el radio TS502 (1965), una caja rectangular con bisagras cuya apertura revela el altavoz y los botones de control. Utilizando la estética plástica minimalista ambos diseñadores crearon el compacto y articulado teléfono Grillo en 1965 para las empresas Siemens e Italtel. El Grillo es el primer teléfono con bisagras que se pliega sobre sí mismo, transformándose en un precursor para el diseño de teléfonos celulares móviles. En 1964, Sapper y Zanuso diseñaron la silla para niños K1340 para Kartell, una silla liviana y apilable, y la primera silla construida totalmente con materiales plásticos.
Desde el inicio de su actividad independiente en 1959, Sapper diseñó el reloj de mesa "Static" para Lorenz que le valió el primer premio Compasso d'Oro y el cual todavía se encuentra en producción actualmente. En 1972 Sapper diseño la icónica lámpara de mesa Tizio para Artemide. Una de las primeras lámparas halógenas de escritorio, cuyos brazos también sirven para conducir la corriente en baja tensión, eliminando así la necesidad de cables. El modelo Tizio continúa siendo un objeto de culto y una de las lámparas de mayor venta jamás producidas en el mundo. Sapper continuó creando diseños clásicos tales como la serie de sillas de oficina SapperChair para Knoll en 1979, una serie cronómetros para Heuer en 1976 y la silla plegable Nena para B & B Italia en 1984. En 1978 Alessi comisionó a Sapper el primer diseño de lo que se transformaría en una larga serie, la cafetera de espresso "9090". Este producto fue seguido por la tetera con el silbato de dos notas en 1984, la tetera Bandung en 1990, la máquina de café de mesa Cobán en 1997, el rallador de queso de Todo en el 2006, y la serie de batería de cocina y ollas de La Cintura di Orione en 1986 y 2009 en colaboración con chefs de renombre como Roger Vergé, Pierre y Michel Troisgros, Alain Chapel.
En 1980 Sapper fue contratado como consultor de diseño industrial principal para IBM y comenzó a diseñar numerosos ordenadores portátiles, incluyendo la primera ThinkPad (700C) en 1992 que rompe con la tradición de las máquinas en color gris perla típico de la compañía, introduciendo en su lugar un cuadro negro rectangular simple y elegante. Esta caja minimalista se abre para revelar una sorpresa: un pequeño botón rojo en el centro del teclado que servirá para controlar el cursor en la pantalla. Sapper continúa con la marca ThinkPad como consultor de diseño de Lenovo a partir de la adquisición de la división de PC de IBM por parte de Lenovo en 2005 y hasta la fecha.
Durante el curso de su carrera, Sapper muestra una gran preocupación por los problemas de transporte. Trabajó con FIAT en estudios experimentales haciendo especial hincapié en los sistemas de parachoques neumáticos, y con Pirelli en el desarrollo de estructuras neumáticas. En 1972 fundó con la arquitecta Gae Aulenti un grupo de trabajo para el estudio de nuevos sistemas de transporte urbano, tema que profundizó en la exposición Trienal XVI de Milán en 1979, donde se presentó el proyecto de un autobús de la marca FIAT en la que los pasajeros pueden guardar sus bicicletas en un soporte especial. Su interés culmina con la creación de Zoombike (ya no se fabrica más), una bicicleta plegable de peso ligero desarrollado con tecnología aeronáutica para lograr la fuerza necesaria y la aceleración deseadas. El Zoombike se curva con la misma facilidad y rapidez de un paraguas y se puede guardar fácilmente en el maletero del automóvil.
Los clientes de Sapper incluyen empresas de renombre tales como Alessi, Artemide, B & B Italia, Castelli, Heuer, IBM, Kartell, Knoll, Lenovo, Lorenz, Magis, Molteni Unifor y Pirelli.
Sapper ha enseñado y disertado en la Universidad de Yale, la Academia de Bellas Artes de Stuttgart, la Universidad de Pekín , el Royal College of Art de Londres, la Academia Domus de Milán, la Universidad de Buenos Aires, y la Universidad de Artes aplicadas de Viena.
Sapper es miembro honorario de la Royal Society of Arts en Inglaterra y miembro de la Akademie der Künste en Alemania. En el 2009, Sapper recibió el Premio a la Trayectoria otorgado por la Consejo del Diseño en Alemania, así como un doctorado honoris causa de la Universidad de Carolina del Norte por su carrera de diseño en 2010. En el 2012, Sapper recibió la Cruz al Mérito del Presidente de la República Federal de Alemania.